# أنيتا أوجسبرج
أنيتا أوغسبرغ (بالألمانية: Anita Augspurg) (22 سبتمبر 1857 فردن نيدرزاكسن – 20 ديسمبر 1943 زيورخ)، محامية ألمانية، وممثلة، وكاتبة، وسلامية، وناشطة في الحركة النسوية الراديكالية.

## سيرة حياتها
كانت أوغسبرغ ابنة محامٍ، وخلال فترة مراهقتها، عملت في مكتب المحاماة الخاص بوالدها حتى وصلت إلى سن الرشد. أما في برلين، فأكملت دورة تدريبية للمعلمين من أجل التعليم في كليات المرأة، وتلقت أيضًا دروسًا في التمثيل بالتوازي مع ذلك. منذ عام 1881 وحتى عام 1882، كانت متدربة في فرقة ماينيتغن وشاركت في جولات الحفلات في أرجاء ألمانيا وهولندا وليتوانيا. فارقت جدتها من طرف أمها الحياة في عام 1887 وتركت لها ميراثًا جيدًا وهو ما جعلها مستقلة ماديًا. بعد استمرارها بمهنة التمثيل لخمسة أعوام، ذهبت برفقة صديقتها صوفيا غودستيكر إلى ميونخ، وهناك في عام 1887، افتتحتا استديو للتصوير الفوتوغرافي باسم هوفاتيلير إيلفيرا. كان شعرهما قصيرًا وملابسهما غير تقليدية، وبوتيرة متكررة، صرحتا علنًا بدعمهما للكفاح من أجل حرية النساء وحرية أنماط حياتهن. سبّب نمط حياة أوغسبرغ غير المألوف تعرضها لهجماتٍ من مناهضي الحركة النسوية أكثر بكثير من الشخصيات الأخرى في الحركة النسوية. وعلى الرغم من هذا، اكتسبت شهرة جيدة من خلال علاقاتها في المسرح والاستديو، وفي النهاية، أصبحت العائلة الملكية البافارية من بين زبائنها.
بحلول عام 1890، كانت أوغسبرغ منخرطة للغاية في الحركة النسوية الألمانية ومارست دورها متحدثةً في العلن. قادها التزامها بالحركة النسوية إلى قرار الدراسة من أجل الحصول على شهادة في القانون، وذلك عقب عملها الناجح لسنوات عديدة. ذهبت إلى جامعة زيورخ في هولندا لأن النساء في ألمانيا في ذاك الحين لم يكن متاحًا لهن الدخول إلى الجامعات كما الرجال. وجنبًا إلى جنب مع روزا لوكسمبورغ، التي كانت على علاقة سيئة بها، كانت واحدة من مؤسسي الرابطة الدولية للطالبات. أكملت دراستها بدرجة دكتوراه في عام 1897، وكانت أول دكتورة في القانون في القيصرية الألمانية. على أي حال، لم تستطع ممارسة المحاماة نظرًا إلى أن النساء لم يكن متاحًا لهن القيام بذلك. في هذه الأثناء من عام 1895، بدأت أوغسبرغ التعاون مع صحيفة تحمل اسم «حركة النساء»، وكتبت مقالاتٍ استنكرت فيها التمييز الذي تعرضت له في التشريعات الاجتماعية، وعلى وجه الخصوص، وصفت الزواج بأنه أحد أشكال الدعارة الشرعية. في عام 1896، شاركت في المؤتمر الدولي للمرأة الذي عُقد في برلين حيث التقت بالمناصرة للحركة النسوية الراديكالية «ليدا غوستافا هيمان» التي أصبحت رفيقتها لبقية حياتها.
في مطلع القرن، أجرت أوغسبرغ حملة لحقوق النساء في القانون المدني الألماني: جمعت صديقتيها السياسيتين مينا كوير وماري راشك وقدمت عرائض على قانون الزواج والعائلة الجديد الذي كان فعالًا جزئيًا فقط. نشرت أوغسبرغ «رسالة افتتاح» مدهشة في عام 1905 طالبت من خلالها بتغيير قانون الزواج الأبوي السائد في ذاك الحين من أجل تمكين «الزواج الحر» متحديةً الزواج الذي توافق عليه الدولة. فُسّر الأمر بأنه دعوة لمقاطعة الزواج وأثار عاصفة من السخط. خلال هذا الوقت، عقب الانشقاق الراديكالي عن المنظمات النسوية الكونسيرفاتية، اعتبرت نساء عديدات أن حقهن في التصويت أولوية. عملت أوغسبرغ ورفيقتها ليدا غوستاف هيمان معًا في مجلس إدارة رابطة منظمات النساء التقدمية. شكلن رابطة لحق النساء في التصويت في هامبورغ (1902) وبافاريا (1913). منذ عام 1907، شاركت أوغسبرغ في «حملة من أجل حق تصويت النساء»، وتمثلت في عام 1919 بمجلة المرأة في الحكومة التي نُشرت فيها المناصب النسوية، والراديكالية الديمقراطية، والسلاموية.